# Дідове
Ді́дове — село в Україні, у Вільногірській міській громаді Кам'янського району Дніпропетровської області. Населення за переписом 2001 року становить 162 особи.

## Географія
Село Дідове знаходиться на відстані 0,5 км від села Вільні Хутори. На північно-західній околиці села бере початок Балка Широка з загатою.

## Населення

### Мова
Розподіл населення за рідною мовою за даними перепису 2001 року:
| Мова       | Відсоток |
| ---------- | -------- |
| українська | 94,4 %   |
| російська  | 5,6 %    |